# 酸化銀(I)
酸化銀(I) は化学式Ag2Oで表される銀化合物の一つ。黒から褐色の細かい粉末で、他の銀化合物の調製に用いられる。

## 合成

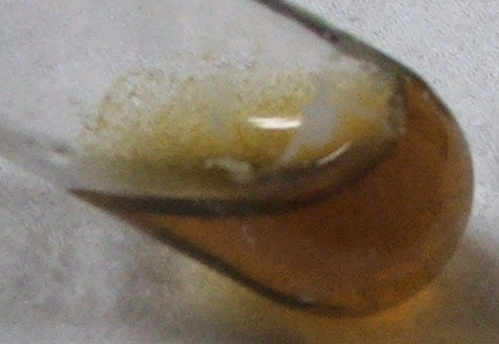
水酸化リチウムと希薄な硝酸銀との反応

銀イオン Ag+ を含む水溶液に水酸化物イオン OH− を含む物質を加えることで沈殿として得られる。具体的には、硝酸銀とアルカリ金属水酸化物等を用いて合成できる。この反応では水酸化銀が生成するが、これはすぐに分解して酸化銀(I)と水になる。
{\displaystyle {\ce {2Ag^+ + 2OH^- -> Ag2O + H2O}}} (pK = 2.875)

## 構造と性質
酸化銅(I)と同一の結晶構造を持つ。このために、化学反応によるものを除いてはあらゆる溶媒にほぼ不溶となっていると考えられる。水にはAg(OH2)−
2のような加水分解産物を生成してごくわずかに溶ける。
Ag2O懸濁液は次のように酸と反応する。
{\displaystyle {\ce {Ag2O + 2HX -> 2AgX + H2O}}}
HX = HF・HCl・HBr・HI・HO2CCF3
アルカリ塩化物水溶液と反応すると、対応するアルカリ水酸化物と塩化銀(I)が生成する。
アンモニア NH3、チオ硫酸イオン S2O2−
3 の水溶液には以下のように反応し溶解する。それぞれジアンミン銀(I)イオン、ビス(チオスルファト)銀(I)酸イオンといった錯イオンを生じる。
{\displaystyle {\ce {Ag2O + 4NH3 + H2O -> 2[Ag(NH3)2]^+ + 2OH-}}}
{\displaystyle {\ce {Ag2O + 4S2O3^2- + H2O -> 2[Ag(S2O3)2]^3- + 2OH-}}}
多くの銀化合物と同様に感光性である。また、280℃以上では銀と酸素に分解する。
{\displaystyle {\ce {2Ag2O -> 4Ag + O2}}}

## 利用
有機化学では温和な酸化剤として利用され、例えばアルデヒドのカルボン酸への酸化に用いられる。この場合は、硝酸銀とアルカリ水酸化物によってin situ で調製されることが多い。また、一酸化銀 Ag4O4と同様に酸化銀電池に用いられる。
微細な電子回路の製造時に導電性材料として銀粉が用いられることがあるが、より粉末化の容易な酸化銀を用いて、加熱することで導電性の銀に変換する手法が開発されている。